# Гевко Руслан Петрович
Русла́н Петро́вич Гевко (нар. 12 липня 1980 — 24 липня 2016) — солдат Збройних сил України, учасник російсько-української війни.

## Життєпис
Народився 1980 року в селі Медин (нині Тернопільського району, Тернопільська область). Закінчив місцеву дев'ятирічку, по тому — Підволочиське ПТУ. Проходив службу в армії. Перебивався тимчасовими заробітками.
Мобілізований початком липня 2015 року; солдат 128-ї окремої гірсько-піхотної бригади. Брав участь у боях за Піски, Мар'їнку, Авдіївку.
24 липня 2016 року загинув під час виконання бойового завдання, підірвавшись на міні поблизу села Невельське (Ясинуватський район).
27 липня 2016-го з військовими почестями похований у селі Медин.
Без Руслана лишилися батько та дві молодші сестри — Лілія й Надія.

## Нагороди та вшанування
- указом Президента України № 522/2016 від 25 листопада 2016 року «за особисту мужність і високий професіоналізм, виявлені у захисті державного суверенітету та територіальної цілісності України, вірність військовій присязі» — нагороджений орденом «За мужність» III ступеня (посмертно)[1].